# Temnothorax cuyagueteje
Temnothorax cuyagueteje is een mierensoort uit de onderfamilie van de Myrmicinae. De wetenschappelijke naam van de soort is voor het eerst geldig gepubliceerd in 1998 door Fontenla Rizo.